# Jesenný
Jesenný – gmina w Czechach, w powiecie Semily, w kraju libereckim. Według danych z dnia 1 stycznia 2013 liczyła 481 mieszkańców.

## Zabytki
- kaplica Podwyższenia Krzyża Świętego w Jesenný. Nad wejściem do kaplicy gzyms z herbem szlacheckim La Motte von Frintropp i napisem[2] w j. cz.

Kaple tato nazvaná Hora Kalvarie byla vystavěna r. 1734 od rodu Lamottovských, Maxmiliana Rudolfa který pocházel z Frymtropů (Kaplicę, zwaną Góra Kalwaria wybudował w 1734 roku Maksymilian Rudolf z rodziny Lamottovskich pochodzącej z  Frintroppu)

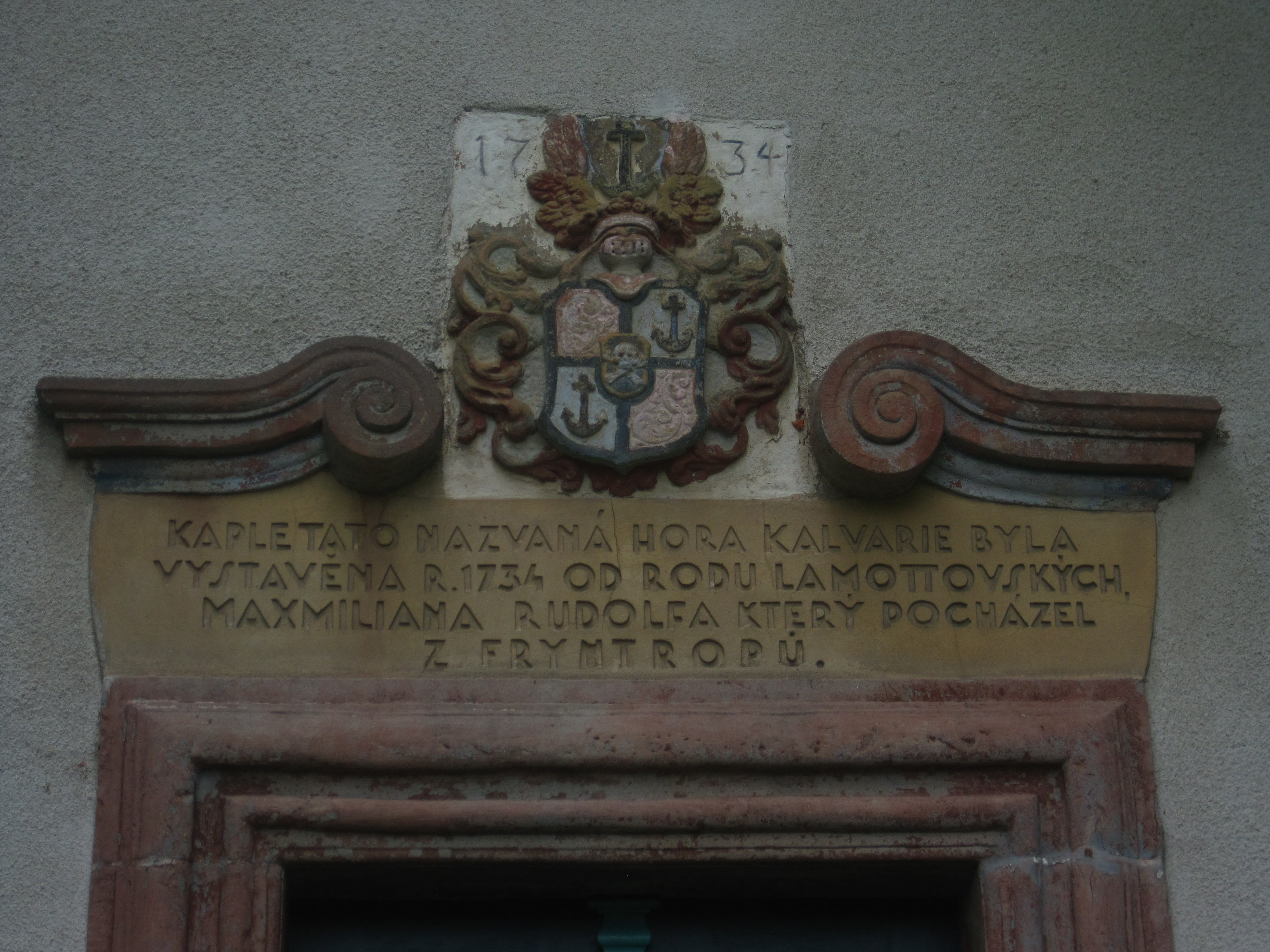
Herb i napis
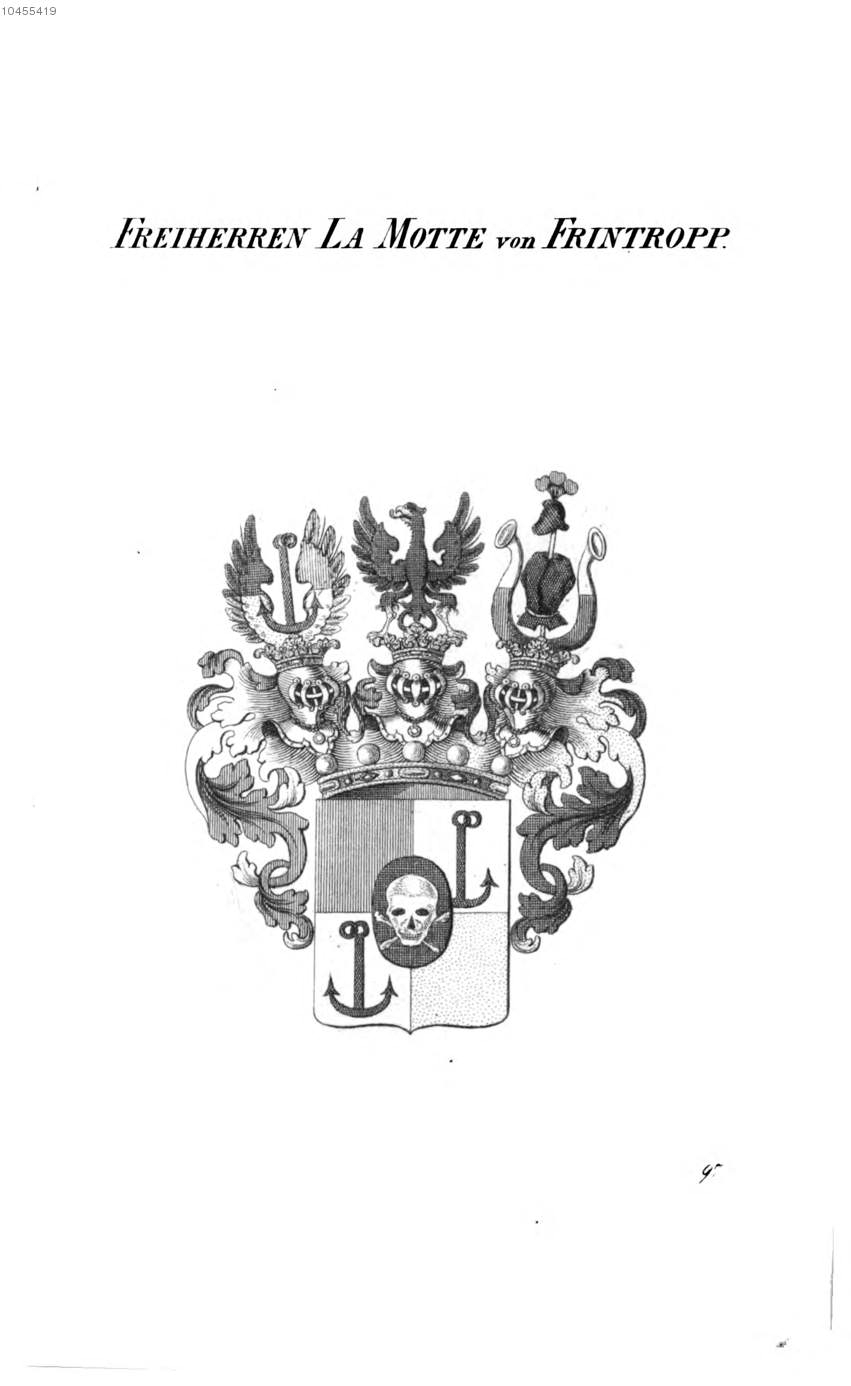
Herb La Motte von Frintropp
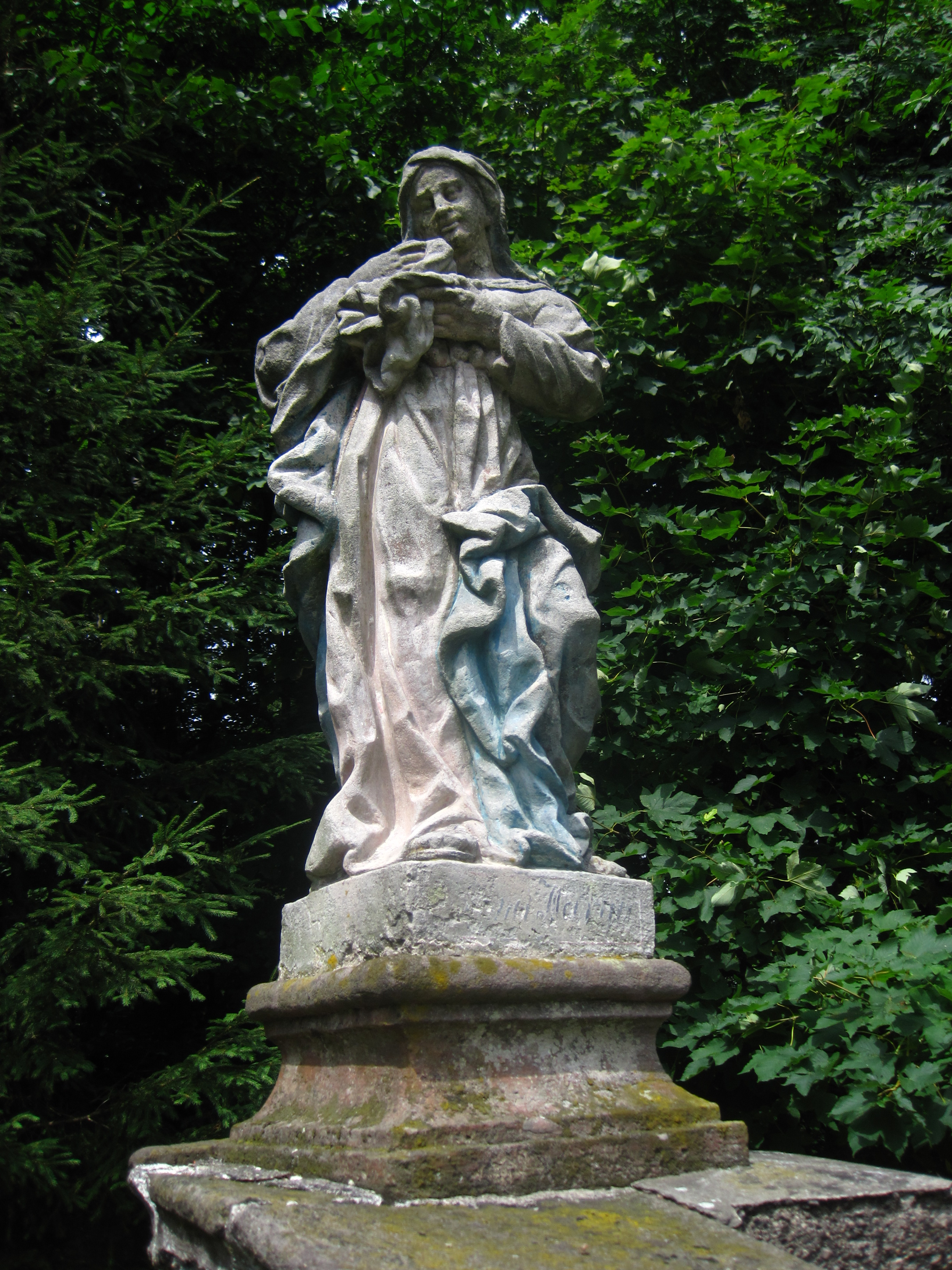
Maria
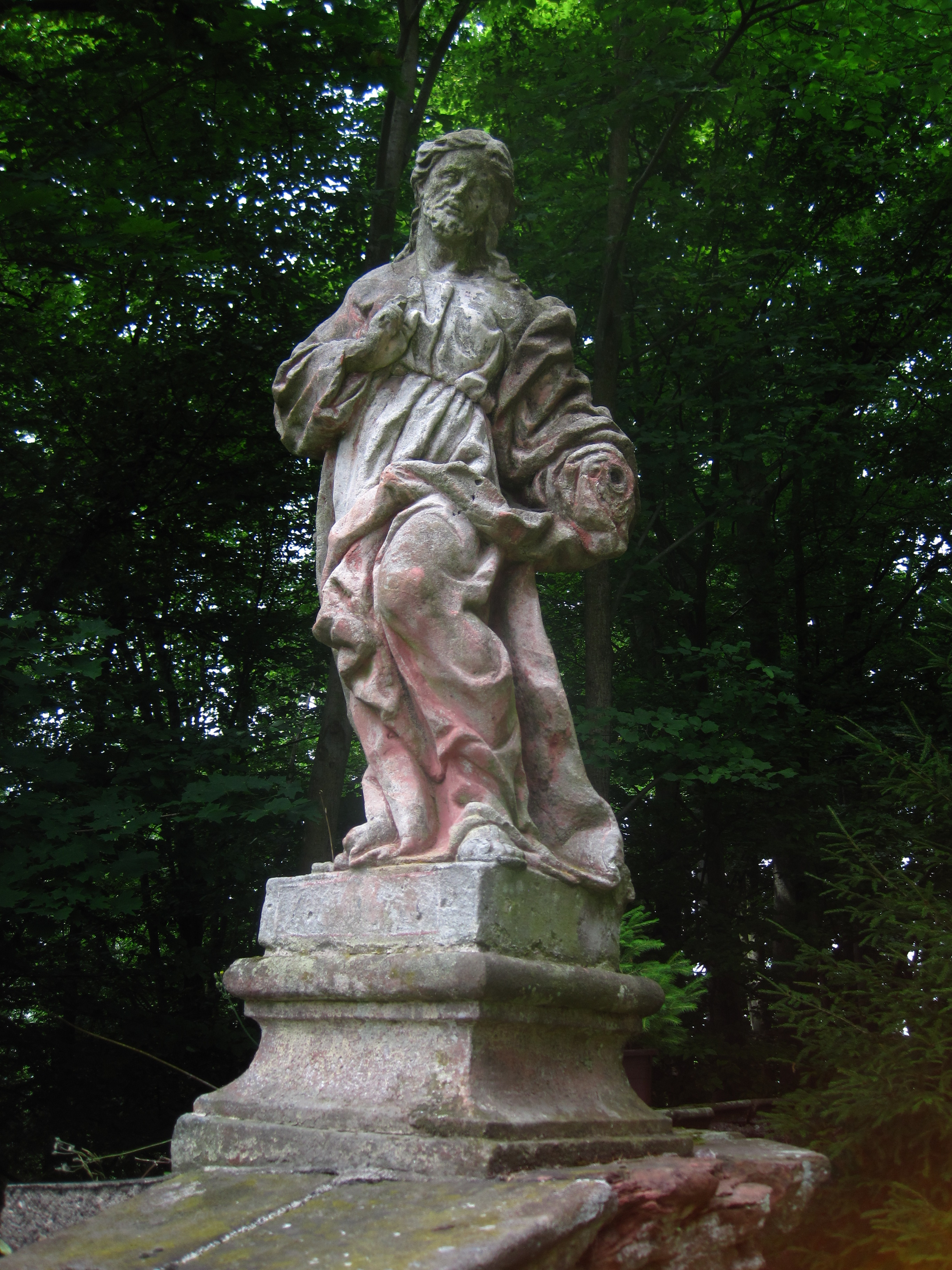
Chrystus
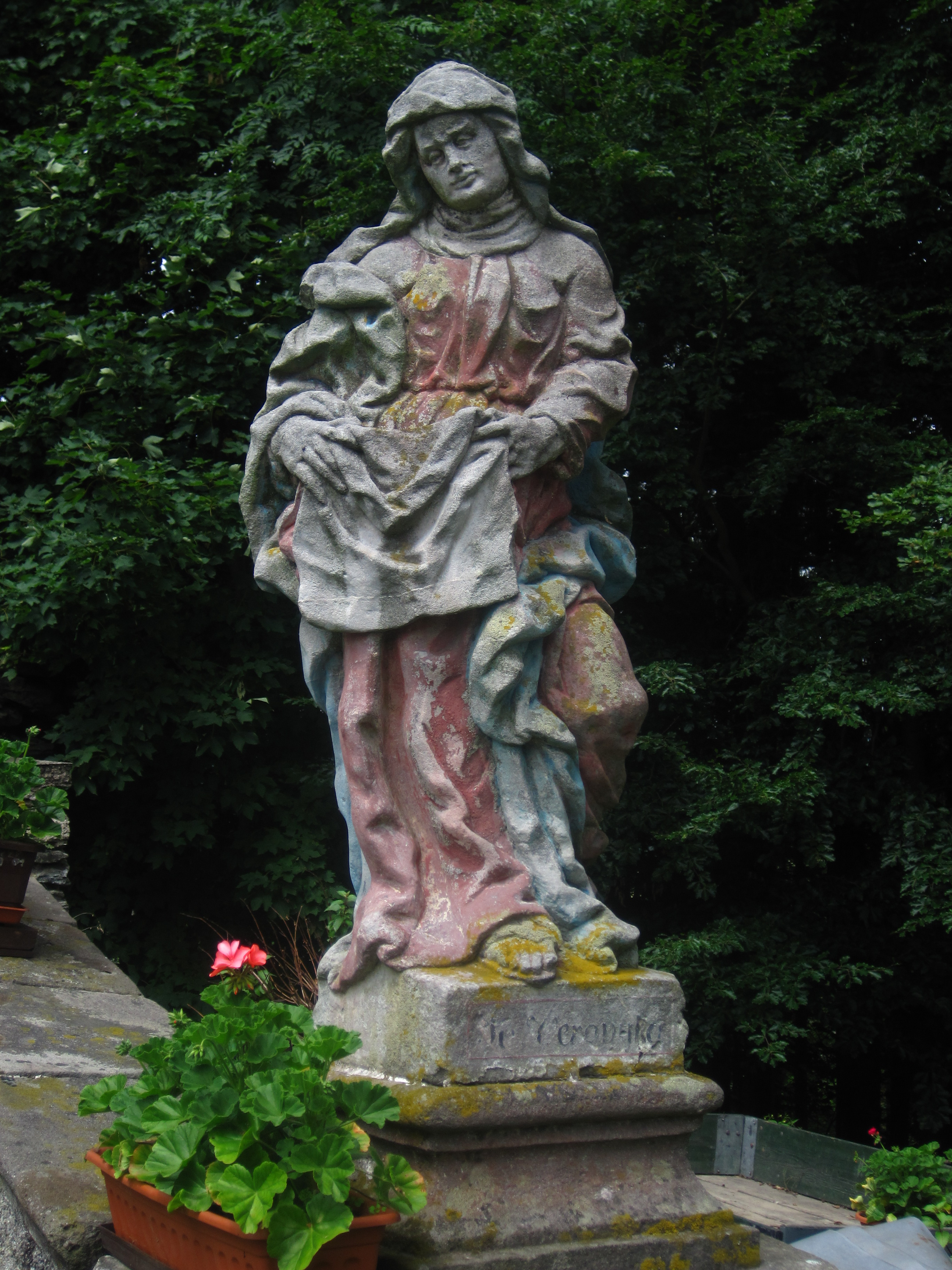
Święta Weronika
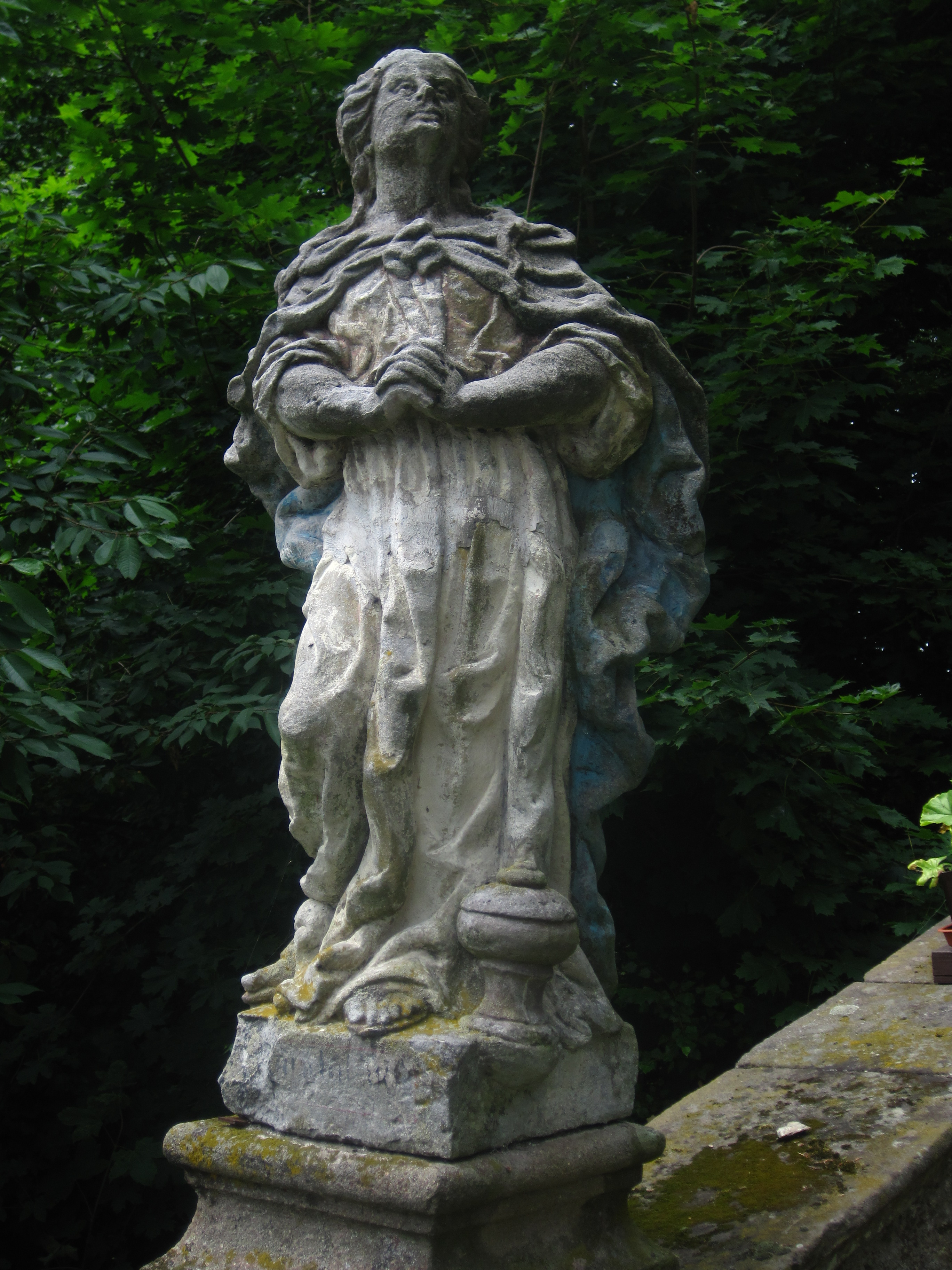
Maria Magdalena